# 코끼리를 냉장고에 넣는 방법
코끼리를 냉장고에 넣는 방법(영어: How to put an elephant in a fridge)는 밈이다. 수학, 물리학을 비롯한 다양한 학문적 패러디가 존재한다.

## 방법
냉장고 문을 열고 코끼리를 넣고 냉장고 문을 닫으면 코끼리를 냉장고에 넣을 수 있다.
또 기린을 넣는 방법이 있다. 냉장고 문을 열고 코끼리를 빼고 기린을 넣고 냉장고 문을 닫는 것이다. 그리고 모든 동물이 파티갔는데 기린만 못갔다. 기린은 아까 그 냉장고에 들어가있기 때문이다. 이 재담의 기원은 밝혀지지 않았다.